# 国鉄9020形蒸気機関車

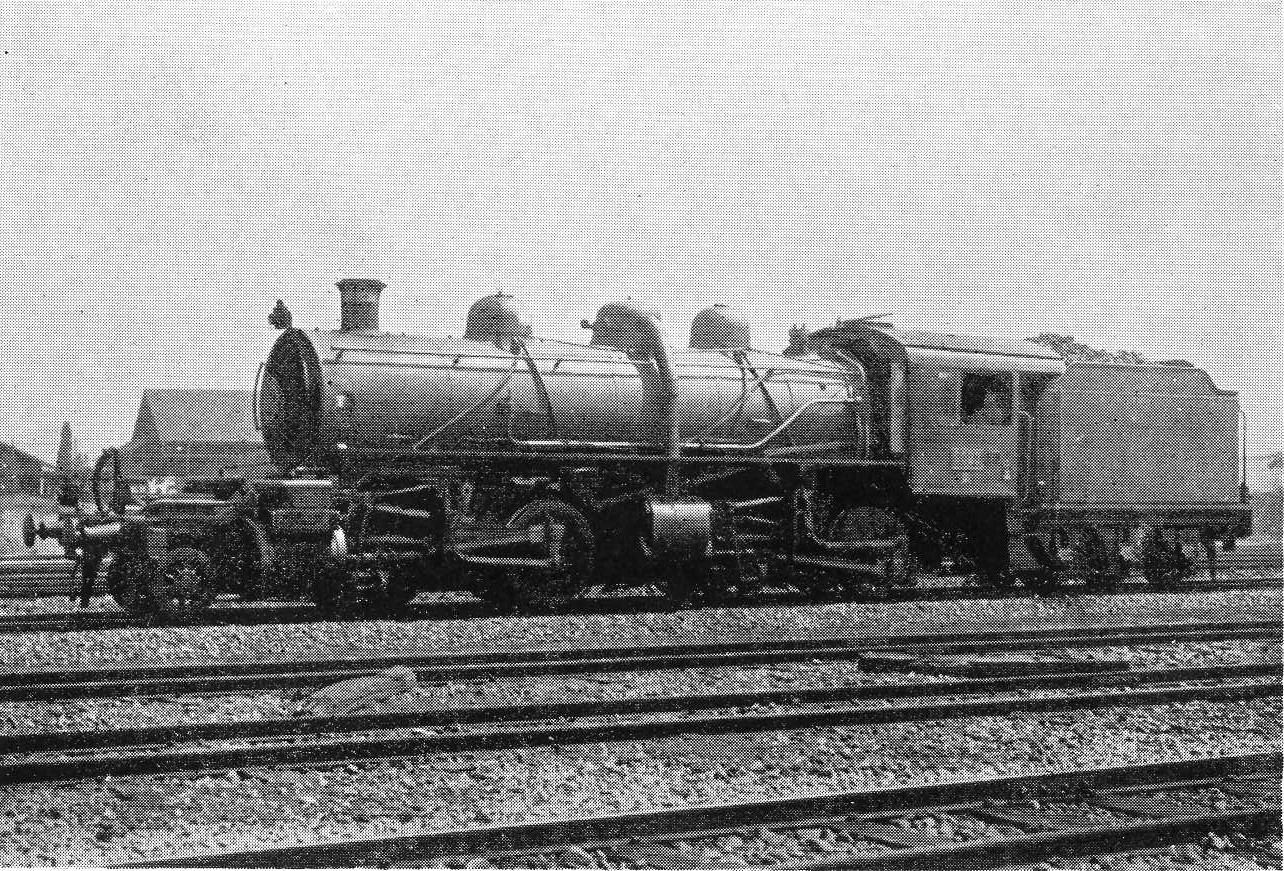
9020形

9020形は、かつて日本国有鉄道（国鉄）の前身である鉄道院に在籍したテンダー式蒸気機関車である。日本に初めて輸入されたテンダー式のマレー式機関車である。輸入当初は、4600形と称した。

## 概要
本形式は、東海道本線の国府津 - 沼津間（現在の御殿場線）や東北本線の黒磯 - 白河間といった幹線の勾配区間における輸送力不足を打開するため、1911年（明治44年）に6両が試験的に輸入されたものである。製造は、アメリカのアメリカン・ロコモティブ（アルコ）社スケネクタディー工場（製造番号49829 - 49834）で、機関車本体のみが輸入され、炭水車は国内工場で製造された。
車軸配置0-4-4-0(B+B)の中型機で、後に輸入される9750形などが過熱式であったのに対し飽和式で製造され、第2缶胴上の蒸気ドームから後部シリンダに伸びる蒸気管が特徴的である。国産の炭水車は3軸固定式の台車を履いていたが、全長5080mmという、機関車本体の割に寸詰まりで背の高いものであった。
本形式はテンダー式機関車であるにも関わらず、当初の形式番号が本来タンク機関車に充てられるべき4600形（4600 - 4605）となっていた。その理由は、マレー式機関車をタンク式、テンダー式を問わず4500 - 4999の間に付番する計画であったからとも、機関車本体のみの輸入であったことから錯誤があったためともいわれるが、真相は明らかでない。マレー式のような構造が複雑で高価なものは、当時の鉄道院工作課長島安次郎は反対の立場であったとされ、彼の海外出張中に購入を決定したといわれている。
来着後、本形式は試運転に供されたが、前部台車の蛇行動が激しく走行の安定性を欠き、動輪の摩耗も大きかったため、1912年（明治45年）に浜松工場で先輪を1軸追加する改造を行なって車軸配置2-4-4-0(1B+B)形となり、同時に9020形（9020 - 9025）に形式番号を改めた。これに先立って、マレー式機関車に形式番号を譲るため9000形が9040形に改められたが、本形には9000形ではなく9020形が付与されたため、結局9000形から9400形への改称は無意味ということになってしまった。
配属は1913年（大正2年）3月にずれ込み、中部鉄道管理局の山北庫に配置された。しかし、本形式はこの時点ですでに旧式の飽和式機関車であり、さらに小型であったことから、9750形等の過熱式大型マレー機関車の教習用、あるいは補助機関車用として使用された。後に黒磯に転属し、東北本線で使用されたが、1925年（大正14年）6月に全車が廃車解体された。実働わずか12年という短命であった。

### 主要諸元
先輪追加改造後の諸元を示す。
- 全長 : 17,403mm
- 全高 : 3,658mm
- 最大幅 : 2,616mm
- 軌間 : 1,067mm
- 車軸配置 : 2-4-4-0(1B+B)
- 動輪直径 : 1,245mm
- 弁装置 : ワルシャート式
- シリンダー（直径×行程） : 394mm×610mm（高圧）、623mm×610mm（低圧）
- ボイラー圧力 : 12.7kg/cm2
- 火格子面積 : 1.97m2
- 全伝熱面積 : 115.5m2
  - 煙管蒸発伝熱面積 : 104.4m2
    - 火室蒸発伝熱面積 : 9.6m2
- ボイラー水容量 : 5.5m3
- 小煙管（直径×長サ×数） : 57mm×4,547mm×176本
- 機関車運転整備重量 : 65.46t
- 機関車空車重量 : 56.92t
- 機関車動輪上重量（運転整備時） : 59.73t
- 機関車動輪軸重（第4動輪上） : 15.18t
- 炭水車重量（運転整備） : 30.62t
- 炭水車重量（空車） : 15.31t
- 水タンク容量 : 12.48m3
- 燃料積載量 : 3.05t